# Kajukenbo
Kajukenbo of Kajukembo is een hybride vechtkunst die karate, judo, jiujitsu, kenpo, en kung fu (chinees boksen) combineert. Het werd ontwikkeld in de jaren 40 van de 20e eeuw in Oahu (Hawaï) als methode van zelfverdediging tegen misdadigers en soldaten van de Amerikaanse marine die de lokale mensen aanvielen. Kajukenbo is per definitie een methode van wisseling tussen verdediging en aanval.

## Geschiedenis

### Stijlen waaruit kajukenbo is samengesteld
De naam van het systeem komt voort uit de eerste lettergrepen van de namen van de componenten van kajukenbo:
- De Koreaanse karate stijl tangsudo.
- Judo en jujitsu, van Japanse oorsprong.
- Kempo of ken, van Japanse en Chinese oorsprong.
- Het Chinese (wushu) en het Amerikaanse boksen.

### Stichters van kajukembo
Vijf leraren van verschillende vechtsporten op Hawaï verenigden zich om dit idee uit te voeren.
- Peter Yong Yil Choo - de Hawaïaanse Kampioen van het boksen en leraar van tangsudo,
- Joseph Holck - de Meester van Judo Kodokan en Ju-jitsu van Danzan Ryu,
- Frank F. Ordoñez - de Meester van Judo Kodokan en Sekeino Ju-Jitsu,
- Adriano Emperado (genoemd sijo - "stichter") - de Meester van Kara-ho kempo en eskrima,
- George "Clarence" Chang - de Meester van het Chinese Shaolin (boksend Sil Lum "kungfu", noord en zuid).

### 1945-1959
In twee jaar tijd (1945-1947) brachten de oprichters hun kennis in praktijk. Geregeld testten ze de mogelijke situaties van agressie in het echte leven. Later besloten zij dit systeem "kajukenbo" te noemen (naar de initialen van de samenstellende vechtsporten) en de Maatschappij van Zwarte Banden te creëren (Black Belt Society), en gelijktijdig het Instituut van Zelf-Defensie Kajukembo op te richten. Meestal werd geoefend aan de Amerikaanse kust van de Pacific, achter de Luchtmachtbasis van Travis in Californië, waar Meester Aleju Reyes in 1958 de eerste school buiten de Hawaï Eilanden opende. Hij stelde de lessen speciaal samen voor de leden van de Luchtmacht van de USA. Een van deze leden was Professor Richard Peralta, die begon met kajukembo in 1959.
In 1959 voegde sijo Emperado de technieken van wushu aan kajukenbo toe en wijzigde de vechtkunst in een vloeiende combinatie van harde en 'zachte' technieken.

### Na 1959
Charles Gaylord, Tony Ramos, en Aleju Reyes, die hun zwarte band van Emperado ontvangen hadden, verspreidden kajukenbo over het Amerikaans continent. Elk van hen opende een eigen school van kajukenbo in Californië. In 1969 trainde Tony Ramos met Bruce Lee en wisselde zijn methoden en ideeën met hem uit. Aleju Reyes stierf in 1977, en Tony Ramos stierf op Hawaï in 1999. Intussen had Charles Gaylord gewerkt aan het systeem en de zogenaamde "methode van Gaylord" uitgevonden. Hij is de Voorzitter van de Vereniging van Kajukenbo van Amerika (Kajukenbo Association of America) en erfde de voortzetting van de kunst van zijn sijo.

## Kajukenbo tegenwoordig
Tot nu heeft kajukenbo meer houdgrepen en worpen dan andere scholen van kenpo. Het omvat invloeden op verbindingen, de lage slagen en de aanvallen met behulp van combinaties. Hoewel het zekere aspecten van de concurrentie bevat, concentreert het zich hoofdzakelijk op het echte gevecht en op de betekenis van praktijkanalyses. In het algemeen denken de beoefenaren van kajukenbo dat zelfs "uiterst onplezierige, walgelijke acties", zoals slagen op de ogen of de genitaliën, toegestaan kunnen worden, als zij met de defensie tegen aanvallers op straat helpen. De meerderheid van scholen van kajukenbo vermijdt onpraktische en spectaculaire trucs en bewegingen. De plannen van studies omvatten tegenaanvallen tegen slagen met de vuist, tegen messen, stokken, vuurwapens en tegen worstelen.
Hoewel de varianten van kajukenbo een gemeenschappelijke basis hebben, zijn ook variaties mogelijk. Kajukenbo is gebaseerd op vier verschillende stijlen. Het is onmogelijk om ze volledig te versmelten; aan een zekere specialisatie is niet te ontkomen. De open benadering leidt ertoe dat scholen worden aangemoedigd om andere kunsten in hun praktijk op te nemen. Voorbeelden zijn het Filipijnse escrima en het Japanse aikido.
Sommige kajukenbo-scholen accentueren het belang van 26 vormen ("kata"). Deze zijn verdeeld in 13 "pinyans" (soms genoemd "de paren van Palama" - Palama sets) en 13 "concentraties". Elke "concentratie" heeft zijn eigen naam, de eerste wordt bijvoorbeeld genoemd "de slag van de kraan/de klap van de tijger". De naam van elke "concentratie" beschrijft zijn kenmerkende beweging. De eerste concentratie omvat dus een klap van de kraanvogel en een haal van de tijger. Deze vormen worden opgenomen in kajukenbo om de capaciteiten van de student te verbeteren. Elke beweging in deze vormen heeft zijn betekenis. Bijvoorbeeld, de eerste beweging in "pinyan 1" heeft een soort 'rechtse indirecte' in de beweging in de positie van links-achterwaartse buiging. Deze beweging kan toegepast worden om een slag met vuist mee te blokkeren. De kata's concentreren zich ook op een gevecht met meerdere tegenstanders.
In sommige scholen van kajukebo speelt het zogenaamde Gebed van Kajukenbo (Kajukenbo Prayer, dat door Frank Ordonez geschreven wordt) een belangrijke rol, maar in de meerderheid van scholen ontbreekt een dergelijke mystiek. De les wordt beëindigd met een beroep op de drie elementen van kajukenbo: ziel, geest en lichaam (elk ervan heeft zijn eigen teken van de hand). Later openen de studenten en de instructeur gelijktijdig de handen als teken van vrede; dan buigen ze respectvol om eerbied uit te drukken. De groet is ook gebruik op vele scholen; zowel de studenten als hun instructeurs begroeten eigenaars van zwarte banden, wanneer zij de sportzaal binnengaan.

## Programma
| Band       | Katas    | Defensie met vuist en worstelen | Combinatie van handen en trappen | Stok  | Mes   | 2 aanvallers | Alfabet | Leertijd bij benadering |  |
| ---------- | -------- | ------------------------------- | -------------------------------- | ----- | ----- | ------------ | ------- | ----------------------- |  |
| Witte      | 0 - 1    | 1 - 2                           | 1 - 2                            | 1 - 2 | -     | -            | -       | 4 maanden               |  |
| Gele       | 2 - 3    | 3                               | 3                                | 3     | -     | -            | -       | 5 maanden               |  |
| Oranje     | 4 - 5    | 4                               | 4                                | 4     | -     | -            | -       | 6 maanden               |  |
| Purperen   | 6        | 5                               | 5                                | 5     | -     | -            | -       | 7 maanden               |  |
| Blauwe     | Nian-Chi | 6                               | 6                                | 6     | -     | -            | -       | 8 maanden               |  |
| Groene     | 7        | 7                               | 7                                | 7     | 1 - 2 | 1 - 2        | A,B     | 9 maanden               |  |
| Bruine III | 8        | 8                               | 8                                | 8     | 3     | 3            | C,D     | 6 maanden               |  |
| Bruine II  | 9        | 9                               | 9                                | 9     | 4     | 4            | E,F     | 6 maanden               |  |
| Bruine I   | 10       | 10                              | 10                               | 10    | 5     | 5            | G,H     | 6 maanden               |  |
| Zwarte     | 11       | 11                              | 11                               | -     | -     | -            | I,J,K,L | 12 maanden              |  |

De graden en de titels zijn verschillend afhankelijk van de school. De eigenaars van zwarte banden kregen titels van Chinese oorsprong: 
- Sijo (in het Chinees: "De leraar, de stichter") dat is de hoogste graad, betekent de stichter van de school. Deze titel wordt gebruikt door Adriano Emperado.
- Sigung ("de grote vader") betekent de professor van de professoren - zesde graad van beheersing of hoger.
- Sifu ("de vader") betekent de professor - van derde tot vijfde graad van beheersing.
- Sibak ("de oudste broer") betekent de assistent van de professor - de persoon die met de leerpositie helpt - onder de derde graad van beheersing.

De eigenaars van zwarte banden van achtste graad zijn getiteld de "professoren", in de negende graad van beheersing de "grote leraar" (grandmaster).